# Cruise to destiny
Cruise to destiny (Nederlands: Van cruise tot lot)  is een studioalbum van Tangerine Dream (TD). Er waren geen plannen dit album uit te brengen. TD was aan het repeteren voor de concertreeks Cruise to the edge (maart 2013) en nam daarbij de repetities op. TD wilde een echt spektakel organiseren op de boot. Er zou een zangeres meegaan voor de uitvoering van een elektronische versie van Moon River uit Breakfast at Tiffany's. Toen puntje bij plaatje kwam redde TD de concertreeks niet. De leider Froese van de muziekgroep gleed uit in de sneeuw van Wenen en brak zijn kaak en ook Spa moest naar het ziekenhuis voor een operatie. Ongeveer 60 % van wat TD zou spelen is op dit album terechtgekomen.

## Musici
- Edgar Froese (ooit gitarist) – toetsinstrumenten
- Linda Spa – saxofoon, dwarsfluit, toetsinstrumenten
- Iris Camaa – elektronische slagwerk en percussie
- Thorsten Quaeschning – toetsinstrumenten
- Bernard Biebl – gitaar
- Hoshiko Yamane – cello, viool (elektrisch en akoestisch)

## Muziek
| Nr. | Titel                             | Duur |
| --- | --------------------------------- | ---- |
| 1.  | Devotion                          | 7:27 |
| 2.  | Betrayal                          | 3:50 |
| 3.  | Three bikes in the sky            | 6:01 |
| 4.  | A wise fisherman’s nocturnal song | 4:08 |
| 5.  | The end of bondage                | 5:31 |
| 6.  | Too hot for my chinchilla         | 3:52 |
| 7.  | Dream phantom of the common man   | 8:31 |
| 8.  | Sungate                           | 4:52 |
| 9.  | Hoel Dhat the alchemist           | 7:10 |
| 10. | Cat scan                          | 5:48 |
| 11. | Paradise cove                     | 3:52 |
| 12. | Dreaming on a Kyoto train         | 7:31 |
| 13. | Moon River                        | 4:55 |